# Градска лястовица
Градска лястовица (Delichon urbicum) е името на дребна птица от семейство Лястовицови (Hirundinidae) разред Врабчоподобни (Passeriformes). Дължината на тялото ѝ е около 15 cm, размаха на крилете 30 cm и тежи около 20 гр. Долната част на тялото ѝ е оцветена в бяло, а горната с изключение на кръста, който също е бял, е черна. В сравнение с повечето видове лястовици, крилете и опашката ѝ са относително къси. Крилете са заострени, а опашката вилообразно изрязана. Полетът ѝ е ловък и маневрен. Гласът ѝ е характерното лястовичо цвърчене.

## Разпространение
Широко разпространен вид, среща се в Европа (включително и България), Азия, Африка. Прелетна птица.
птици

## Начин на живот и хранене
Живее подобно на селската лястовица в близост до хората и човешките поселения. В природата се придържа в близост до скалисти местности, където може да гнезди. Обитава гористи местности, покрайнини на гори и сладководни водоеми, но като цяло е силно урбанизиран вид. Храни се предимно с дребни летящи насекоми, които улавя ловко по време на полет.

## Размножаване
Моногамен вид. Гнездото ѝ е иззидано от кал и сламки, и е подобно на това на селската лястовица, но е с цялостно открита горна част. Снася от 4 до 6 яйца, които мъти в продължение на 12 – 14 дни. Родителите хранят малките предимно с насекоми. Те напускат гнездото след около 20 – 23 дни. Родителите ги дохранват още известно време. Годишно могат да отгледат до 2 люпила. След завръщане от зимуването построяват новото гнездо или върху останките на старото или в близост до него.
В България е установено гнездене и хранене на малките до 28 август – твърде късна дата за повечето части на гнездовия ареал на вида в Европа.

## Допълнителни сведения
Градската лястовица е неизменен спътник на човека от векове и е един от символите на привързаност към домашното огнище. Не се бои от хората и често строи гнездото си по ъглите на ниски тавани или прозорци, където е лесно достъпно за човешката ръка. През втората половина на 20 век числеността и започва постепенно да намалява, поради намаляването на летящите насекоми, които са основната и храна. В Европа е защитен от закона вид.